# Lottia gigantea
Lottia gigantea är en snäckart som beskrevs av G. B. Sowerby I 1834. Lottia gigantea ingår i släktet Lottia och familjen Lottiidae. Inga underarter finns listade i Catalogue of Life.

## Bildgalleri

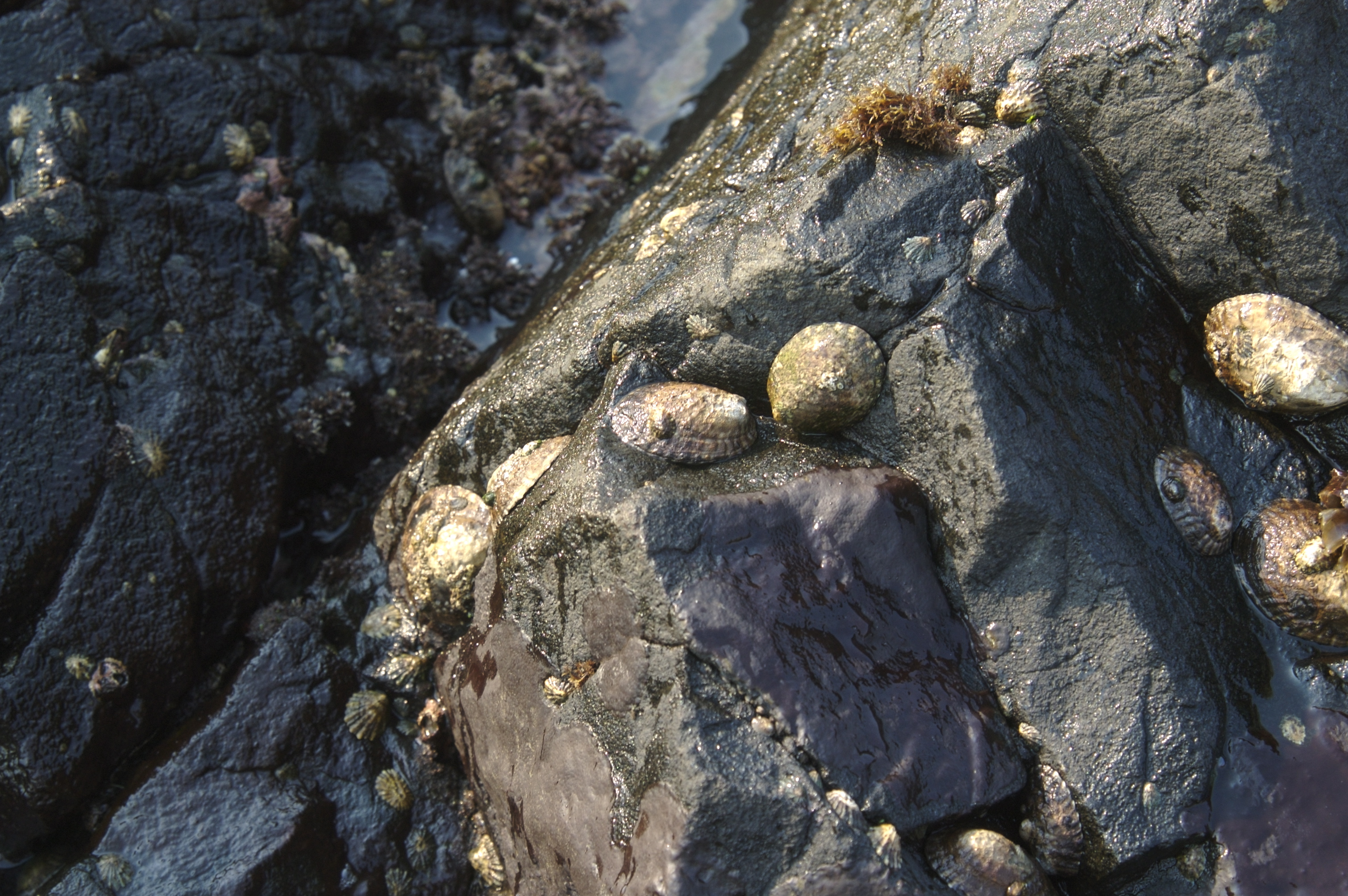
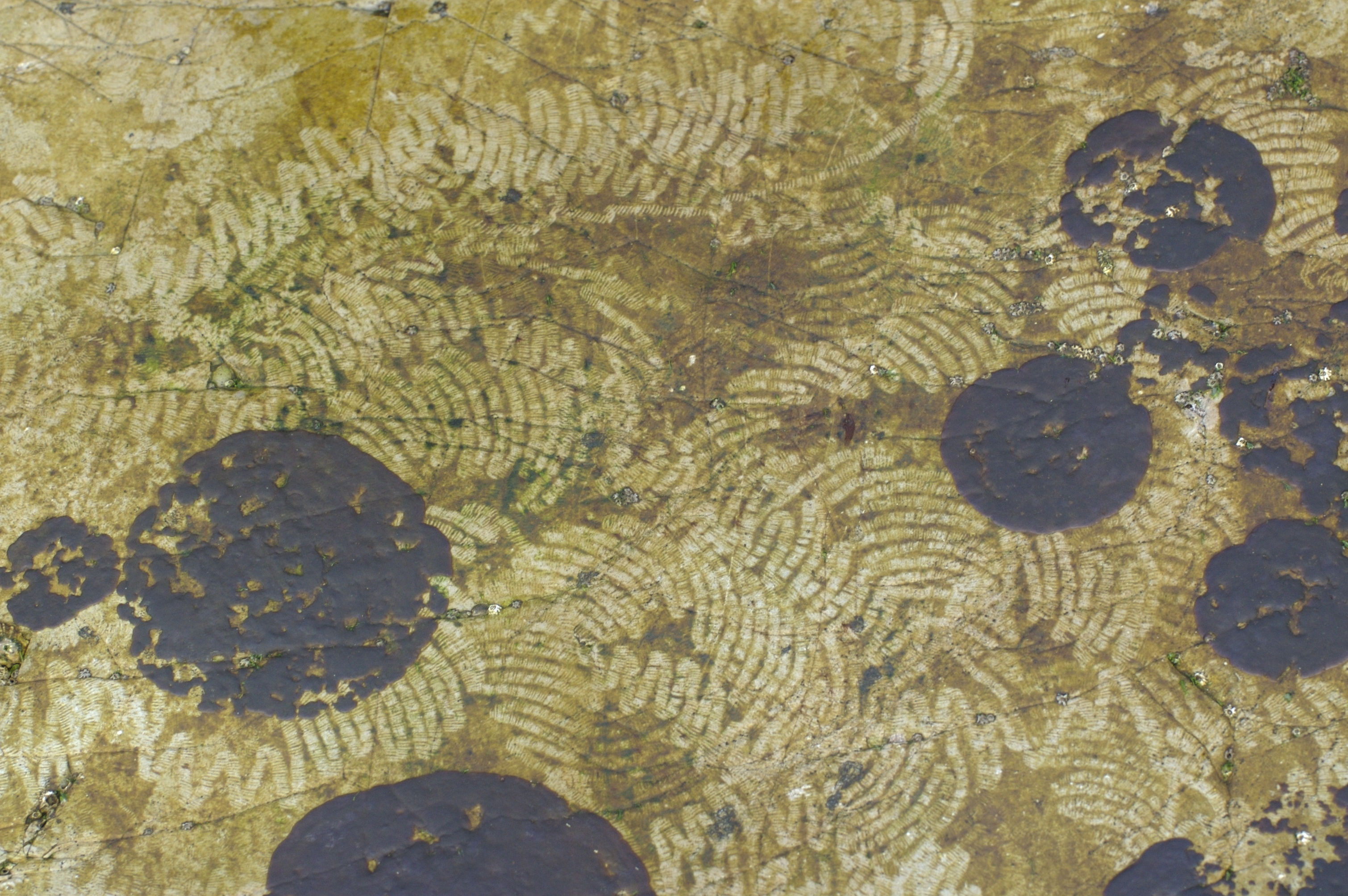